# Ana Isabel Piaggi
Ana Isabel Piaggi (Buenos Aires, Argentina) es una jurista argentina especializada en derecho comercial y derecho empresario y jueza de la Cámara Nacional de Apelaciones en lo Comercial del Poder Judicial de la Nación Argentina. Desde 1970 ha realizado intensa actividad docente universitaria, es autora de obras jurídicas, colaboró en la redacción de diversos proyectos de reforma de leyes vinculadas con su especialidad y se interesó en la investigación de diversos temas, incluyendo los relacionados con la enseñanza del Derecho y con la administración de justicia. Entre otros organismos internacionales que integró se encuentra la Comisión de las Naciones Unidas para el derecho mercantil internacional U.N.C.I.T.R.A.L. en la cual fue la primera argentina que llegó a presidirla en dos oportunidades.

## Estudios
Se graduó como abogada en la Facultad de Derecho de la Universidad de Buenos Aires y en 1997 obtuvo allí el doctorado con una tesis que mereció la calificación de sobresaliente. Realizó estudios en el extranjero como becaria en la Organización de las Naciones Unidas en 1981, en el Woodrow Wilson Center for Scholars de Washington en 1996 y en la École Nationale de la Magistrature de París en 1997.

## Actividad como juez
Ingresó en la magistratura cuando fue designada en 1984 juez de la Cámara de Apelaciones en lo Civil y Comercial de San Isidro, cargo al que renunció a fines de 1987 al ser designada juez de la Cámara Nacional de Apelaciones en lo Comercial de la Capital Federal, cargo en el que continúa en la actualidad (2013).
Apenas asumió como presidente de la Cámara Nacional en lo Comercial en enero de 1994 debió afrontar una amenaza de derrumbe del edificio de Diagonal Roque Sáenz Peña 1211 de la Capital Federal donde estaban ubicados las Salas y Juzgados de ese organismo Como no estaba prevista una partida para pagar un estudio de estructura recurrió al Instituto Nacional de Tecnología Industrial INTI, encaró los trabajos necesarios para lograr una redistribución de la carga del edificio que permitió que se siguiera utilizando y, al mismo tiempo, hizo con el apoyo de la Corte Suprema de Justicia de la Nación una mejora general de sus instalaciones. Al informar sobre su desempeño en la emergencia, una publicación especializada la calificó de “mujer de armas tomar”, señaló que su lucha le dejó adictos y enemigos “pero logró el milagro de cambiar la mentalidad típica de empleado público, que aguarda que las soluciones vengan de arriba….trabajó denodadamente hasta encaminar las obras…y gran parte del mérito es obra de su tenacidad y arrolladora personalidad.” 
En forma paralela al salvataje del edificio Piaggi introdujo la informatización en el fuero que no solamente hizo más eficiente el trabajo de jueces y empleados sino que significó ahorrar tiempo a los abogados, litigantes o cualquier otra persona que podía tener en esa forma acceso remoto a la información de los expedientes.

## Su intervención en proyectos legislativos
Ha colaborado como corredactora en distintos proyectos legislativos: Ley de Unificación de la Legislación Civil y Comercial ( ley n° 24.032, vetada por decreto n° 2719/91), Proyecto de Reformas de la Ley de Sociedades n° 19.550 (1991), Proyecto de Modificación del Régimen de Fiscalización Estatal de Sociedades Comerciales (Ley 19550 Archivado el 15 de febrero de 2022 en Wayback Machine.) (1991), Proyecto de Unificación de la Legislación Civil y Comercial de la Nación (1992), Proyecto de Ley sobre Arbitraje Comercial Nacional e Internacional (2000), Proyecto de Ley sobre Insolvencias Transfronterizas (2002) y Proyecto de Ley sobre Concursos y Quiebras (2002).

## Actividad en organismos internacionales
En el orden internacional, en 1985 fue nombrada representante permanente de su país ante la Comisión de las Naciones Unidas para el derecho mercantil internacional UNCITRAL, en la cual fue la primera argentina que fue elegida presidente de la Asamblea y la primera persona en ejercer el cargo en dos oportunidades ( 1987 y 1996 ). Se trata de un organismo creado por la Asamblea General de las Naciones Unidas mediante la Resolución 2205 (XXI) del 17 de diciembre de 1966 «para promover la progresiva armonización y unificación del derecho mercantil internacional» que se ha convertido en el cuerpo legal del sistema de la ONU y órgano jurídico de composición universal dedicado a la reforma de la legislación mercantil a nivel mundial durante más de 40 años. La función de la UNCITRAL consiste en armonizar y modernizar las normas jurídicas que atañen al comercio internacional.
Desde 1991 es miembro corresponsal del Institut International pour l’ Unification du Droit Privé UNIDROIT, una organización intergubernamental que se creó en 1926 en el ámbito de la Sociedad de las Naciones y que luego de la desaparición de esta se restableció en 1940 como entidad independiente integrada por los Estados que adhieren a la misma, con sede en Roma. Su finalidad es el estudio de instrumentos y procedimientos para modernizar, armonizar y coordinar el Derecho Privado entre los Estados y las asociaciones de Estados, para lo cual elabora normas, principios y reglas de derecho uniforme.
También pertenece a varias entidades académicas, como la Academia Interamericana de Derecho Internacional y Comparado, la Academia de Derecho Internacional y Comparado de Perú, el Instituto de Derecho Empresarial de la Academia Nacional de Derecho y Ciencias Sociales de Buenos Aires, el Consejo Argentino de Estudios Económicos y la Asociación Civil para el Desarrollo de la Educación Superior.

## Docencia
Realizó su carrera docente comenzando como profesor ayudante hasta llegar a profesor consulto. Desempeñó entre otros cargos, los de profesora titular ordinaria de Derecho Comercial en la Facultad de Derecho de la Universidad de Buenos Aires, profesora titular de Derecho Comercial Internacional, en la Facultad de Ciencias Jurídicas y Políticas de la Universidad del Museo Social Argentino, de Posgrado en la Maestría en Derecho y Economía, en la Facultad de Derecho de la Universidad de Buenos Aires y de la Maestría en Derecho Empresario, en la Universidad Austral. Dictó cursos como profesora invitada en el Instituto de Estudios Judiciales de la Suprema Corte de la Provincia de Buenos Aires, Facultad de Derecho y Ciencias Sociales de la Universidad Nacional de La Plata, Escuela de Graduados de la Facultad de Derecho de la Universidad Nacional de Rosario y Facultad de Derecho y Ciencias Sociales de la Universidad Nacional de Tucumán. Es Profesor Consulto en la Facultad de Derecho de la Universidad de Buenos Aires y también actuó como jurado de tesis doctorales en varias universidades, ejerció esa función en la Fundación Konex en 2008 y en el Ministerio de Justicia de la Nación en 2000.

## Algunos aspectos de su obra

### La sociedad unipersonal
Por su tesis doctoral de 1997 sobre la sociedad unipersonal, que fue publicada ese mismo año como Estudios sobre la Sociedad Unipersonal, recibió el Primer Premio al Libro y al Premio Interamericano de Jurisprudencia, otorgados por la Inter-American Bar Association en 1997 y 2000, respectivamente. En su comentario bibliográfico la revista especializada La Ley  consideró que la obra sería una “referencia obligada para la consideración del tema” y La Nación afirmó que era un:

“magnífico trabajo que…realmente se lee con placer, y es provechoso incluso para quienes se especializan en otras disciplinas…La agudeza de la autora trasciende el enfoque de las particularidades de su materia para mostrarnos una de las sendas por las que transita el desarrollo del derecho de los países más avanzados”

Otra nota después de señalar que la obra estaba escrita con estilo lúcido y punzante afirmaba que:

”La sociedad ya no es sólo una exteriorización de la colaboración de 2 o más personas para la producción o intercambio de bienes y servicios ….sino una técnica de organización de la empresa de un negocio incluso por decisión unilateral”…(es) “un libro exquisito que rompe dogmatismos, nos hace contactar con la actualidad negocial y la normativa mundial y nos pone a pensar en la necesidad de cambios legislativos que hagan a nuestro país el lugar elegido para nuevos emprendimientos creadores de fuentes de trabajo”

La sociedad unipersonal, esto es aquella constituida por una sola persona en lugar de una pluralidad de ellas, que se encuentra prohibida en el Derecho argentino por los arts. 1.° y 94.º inc. 8 de la Ley de Sociedades n° 19550, no era admitida en los países europeos hasta la década de los setenta con la excepción del Lichtensteinisches Zivil - Gesetzbuch de 1926. Posteriormente la doctrina de esos países, primero y algunas legislaciones, después, evolucionaron en pro de la legalización de este tipo de sociedades, hasta llegar a su consagración en la Duodécima Directiva 89/667/CEE del Consejo de Europa, del 21 de diciembre de 1989, que rige para todos los países miembros relativa a las sociedades de responsabilidad limitada de socio único. En Argentina, tanto la conveniencia de permitir su creación como los límites y salvaguardias a establecer es una materia en debate y la posición de Piaggi, reflejada en los proyectos legislativos que corredactó, es favorable a la legalización de este tipo de sociedades, con los debidos resguardos para prevenir abusos.

### La administración de justicia
Otro tema de interés para Piaggi es el de la administración de justicia y por su iniciativa un equipo multidisciplinario que dirigió realizó una investigación UBACYT – CONICET cuyo objeto fue “el diagnóstico de las deficiencias institucionales de nuestro poder judicial y la incidencia de sus disfuncionalidades en el desarrollo y competitividad de la Argentina” que se publicó en tres tomos titulado Poder Judicial, desarrollo económico y competitividad en la Argentina que fuera considerado “un aporte valioso que formula un diagnóstico y motiva el análisis y el debate sobre bases serias y ciertas”.
Al comentar el capítulo VII escrito por Piaggi en el tomo III de la obra, una publicación especializada dijo que en el mismo “descarga toda su artillería contra el misoneísmo institucional que nos asuela, sobre todo en materia de administración de justicia, señalando como responsables de la postración a quienes carecen de capacidad para modificarlo, porque vivimos en un país “hipócrita” -dice- donde nadie es responsable de nada y porque es preciso cambiar, lo cual más que una opción es una necesidad.” La Dra. Sara L. Feldstein de Cárdenas señaló al comentar el libro el mismo no era una mera descripción de los problemas ya que “quienes pusieron su energía en esta investigación, han cumplido enseñando los problemas, brindando aquellos instrumentos que estimaron apropiados para superarlos e iluminando el camino hacia la generación del crecimiento económico de la República Argentina.”
Por su parte la revista La Ley dijo que la obra era una:

“singular contribución al tan ansiado y hasta el cansancio proclamado mejoramiento del sistema judicial …clara y contundente es la tesis objeto de terminante demostración a lo largo del trabajo: el desarrollo económico es inviable sin eficiencia institucional y un poder judicial racionalmente organizado, con producción cuantitativa y cualitativamente medible.”

En su comentario bibliográfico La Nación además de referirse a Piaggi como una “jurista brillante, doctora en derecho, destacada profesora universitaria” afirmó que el trabajo” es lo suficientemente valioso como para que resulte insoslayable dentro de (la) reforma judicial, una cuestión que todos los gobiernos prometen llevar adelante” y por su parte Horacio Verbitsky subrayó dichos de la directora en la obra en cuanto sostiene que la sociedad “parece cloroformada por la reiteración de hechos de corrupción, y en lugar de repudiarlos en forma unánime, permanece en una actitud mayoritariamente pasiva” así como que para lograr mayor transparencia “es necesario investigar sobre “la razón y el origen de la inusual impunidad existente” ya que “la falta de castigo de quien delinque es más grave que el crimen mismo, porque descarta su riesgo y en consecuencia invita a repetirlo”.

### El Derecho Mercantil moderno
Varias de las obras redactadas o dirigidas por Piaggi atañen a los temas jurídicos surgidos en épocas cercanas como consecuencia de la evolución del Derecho Mercantil, con especial énfasis en el comercio internacional y en las transacciones comerciales. En una nota publicada en 1999 Piaggi define al comercio electrónico, como “el conjunto de transacciones comerciales y financieras realizadas por medios electrónicos, incluyendo texto, sonido e imagen”, y remarca que ese año el Banco Interamericano de Desarrollo en el marco de la Iniciativa Informática 2000, procuró identificar los efectos de la información y la comunicación tecnológica en instituciones, sociedades y procesos de desarrollo en el área Latinoamérica-Caribe y advirtió sobre la necesidad de implementar sistémicamente esas nuevas herramientas para superar tradicionales obstáculos al desarrollo en la región como la ausencia de infraestructura, la pobreza y la marginación y evitar un nuevo cisma entre quienes tengan o no acceso a sistemas sofisticados de información y comunicaciones. Piaggi proponía promover el conocimiento masificando de la información y advertía que para evitar disfuncionalidades en el mercado se necesitaba en forma urgente en Argentina crear un marco legal, para el cual recomendaba que se adecue a las reglas sobre comercio internacional y a su vez se relacione con las normas de propiedad intelectual y garantía a los usuarios, del respeto a la privacidad, confidencialidad y seguridad de las operaciones
Piaggi fue coordinadora y corredactora del libro U.N.C.I.T.R.A.L. y el Futuro Derecho Comercial (1994), realizado con las disertaciones que sobre temas de trascendental importancia para la evolución del comercio internacional habían formulado el año anterior especialistas de primer nivel en un seminario organizado por la Bolsa de Comercio de Buenos Aires.
Respecto del libro Derecho Mercantil Contemporáneo (2001) que Piaggi codiririgió y corredactó, una nota en la revista especializada Jurisprudencia Argentina expresó:

”No es común encontrar en la literatura jurídica actual –en obras que incluyan trabajos de múltiples autores- un conjunto de la singular valía, profundidad y agudeza ….amplio espectro temático ….elaboración cuidada, meticulosa, coherente …logrado propósito de construir doctrina en temas presentes con proyección de futuro….se destaca la ardua maestría de la coodinación…que ha devenido en un resultado conceptualmente rico y científicamente valioso”

Otro comentario sobre la obra expresó que Piaggi “une a sus deberes de magistrada una permanente inquietud por la investigación y divulgación de temas de gran actualidad” y que el lector “quedará con la sensación de haber abordado desde una perspectiva novedosa temas de los que no podemos prescindir si realmente queremos aumentar nuestra alicaída seguridad jurídica, precondición insoslayable para el desarrollo económico”

### El análisis económico del derecho
Piaggi dirigió y fue corredactora del libro Cuestiones Complejas de Derecho Mercantil Moderno  en 3 tomos (2007, 2008 y 2013) y en el prólogo del tomo I del mismo manifestó su adhesión a la corriente de pensamiento que vincula el estudio del derecho a la economía y afirmó que “el análisis económico del derecho es una teoría de notable valor, siendo el principal fuente de renovación para la ciencia jurídica –en el siglo pasado- a la vez que una poderosa herramienta de trabajo, sin implicar un mensaje ideológico del derecho, sino un método de interpretación de éste”. En el tomo II se refirió a la trascendencia de este tipo de análisis y afirmó que “esta reinterpretación económica del derecho implica colocar en el centro de los estudios jurídicos los problemas relativo a la eficiencia y las consecuencias económicas de las decisiones jurídicas” aclarando que a su juicio esta teoría es en Argentina “una materia subdesarrollada, toda vez que la mayor parte de los jueces, abogados y economistas …han demostrado una marcada indiferencia hacia el acercamiento de la economía al derecho”
En el comentario al tomo III de Cuestiones… una revista especializada dijo que “se trata de un trabajo meritorio, con esa profundidad que se exige la Directora a sí misma y que aplica a los trabajos de terceros”.

### Derecho Empresario
El Derecho Empresario, es otro de los temas sobre los que Piaggi ha investigado y escrito. El Tratado de la empresa en 2 tomos (2009 y 2010), en el que participara como coautora y directora, recibió el premio de la Faja de honor de 2009 de la Academia Nacional de Ciencias Empresariales. Un comentarista dijo sobre este libro:

“sobre la base de …temas …atribuidos con una prolija selección abarcativa de la compleja fenomenología…encomendada …a los más calificados juristas en cada una de las áreas…no puede extrañar …que de tan exquisita generación emergiera este inigualado y único producto…No existe en la bibliografía autoral de la empresa en nuestro medio y en lo que a mi alcance se encuentra, una bibliografía de la empresa que, como lo presentó la profesora Ana Piaggi, abarque con la autoridad primigenia de la doctrina más calificada el amplísimo espectro en que la misma reina en el mundo jurídico económico actual. Constituye por ello un material imprescindible en las bibliotecas del derecho mercantil de, más que útil, obligada compulsa.”

## Obras publicadas
- Estudios sobre la Sociedad Unipersonal (1997)
- Derecho Moderno, Liber Amicorum: Marcos Córdoba (2013), en 2 tomos, autora del capítulo La evolución de las empresas familiares y su impacto sobre la sociedad y los negocios
- Tratado de la empresa en 2 tomos (directora y coautora) (2009 y 2010)
- Derecho empresarial contemporáneo (coautora) (2010)
- Cuestiones Complejas de Derecho Mercantil Moderno  en 3 tomos (directora y coautora) (2007, 2008 y 2013)
- Tratado de la buena fe en el derecho (en 2 tomos) (coautora) (2004)
- Derecho de seguros, En homenaje al Profesor Doctor Juan Carlos Félix Morandi (coautora) (2001)
- Contratación contemporánea vol. 2. (coautora) (2001).
- Derecho Mercantil Contemporáneo (codirectora y coautora) (2001).
- Poder Judicial, Desarrollo Económico y Competitividad en la Argentina Investigación UBACYT/CONICET (3 tomos) (directora y coautora) (2000).
- Justicia para todos. Políticas de consenso para la recuperación de la Justicia Argentina (coautora) (1999).
- Derecho empresario actual (coautora) (1996).
- U.N.C.I.T.R.A.L. y el Futuro Derecho Comercial (coordinadora y corredactora) (1994).
- El arbitraje en el derecho latinoamericano y español en homenaje a Ludwick Kos Rabcewicz Zubkowski (coautora) (1989).

## Otros premios y distinciones
Recibió el Premio Konex en el rubro Jueces en 1998 y, el mismo año, fue incluida por el American Biographical Institute en la International Award or Recognition 5000 Personalities of the World for Outstanding Contributions to Law Profession.